# Сражение у мыса Санта-Мария
Сражение 5 октября 1804 года (также известное как Битва у мыса Санта-Мария или на испанском Batalla del Cabo de Santa Maria) — военно-морское сражение, состоявшееся 5 октября 1804 года у южного побережья Португалии, в котором британская эскадра из четырёх фрегатов под командованием коммодора Грэма Мура атаковала испанскую эскадру также из четырёх фрегатов под командованием контр-адмирала дона Хосе де Бустаманте-и-Герра, в мирное время, без объявления войны между Великобританией и Испанией. В результате сражения один испанский фрегат взорвался, а остальные были захвачены вместе с грузом сокровищ из Нового Света.

## Предыстория
В соответствии с условиями тайной конвенции Испания должна была ежегодно платить 72 млн франков Франции до тех пор, пока она не объявит войну Великобритании. Британцам стало известно о договоре, и было вполне вероятно, что Испания объявит войну Британии вскоре после прибытия кораблей с сокровищами из южноамериканских колоний. Поскольку англичане знали, что по действующим законам флот сможет войти только в порт Кадиса, а также знали пункт и приблизительное время отправления его из Южной Америки, то было не трудно расположить британскую эскадру так, чтобы можно было перехватить испанские корабли.
Бустаманте отплыл из Монтевидео 9 Августа 1804 года с четырьмя фрегатами, груженными золотом, серебром, а также множеством других ценных грузов. 22 сентября вице-адмирал лорд Коллингвуд приказал капитану Грэму Муру, командующему 44-пушечным фрегатом HMS Indefatigable, перехватить и задержать испанские корабли, причем по возможности мирным путём. Корабль Мура прибыл к Кадису 29 сентября и там соединился с другими британскими фрегатами — 2 октября с HMS Lively, а на следующий день с HMS Medusa и HMS Amphion. После чего, в соответствии с планом, эскадра начала патрулировать подходы к Кадису.

## Сражение
На рассвете 5 октября испанские фрегаты были замечены у берегов Португалии. В 7 часов утра они тоже увидели четыре британских фрегата. Бустаманте приказал своим кораблям строиться в боевую линию, и в течение часа британские корабли также построились в линию с наветренной стороны и на расстоянии пистолетного выстрела от испанцев.
Мур, британский коммодор, послал лейтенанта Аскотта на испанский флагман Medea, проинформировать испанского командира о том, что ему было приказано задержать эскадру, и что Муру хотелось бы сделать это без кровопролития, и потому испанский адмирал должен немедленно сдаться. Когда офицер вернулся обратно с отказом, Indefatigable около 9:30 утра выстрелил впереди Медеи, и навалился на её подветренный борт. Сразу после этого Mercedes выстрелил в Amphion, а через несколько секунд после этого Medea открыла огонь по Indefatigable. Последний тогда поднял сигнал эскадре вступить в ближний бой, и сразу же открыл огонь из всех орудий.

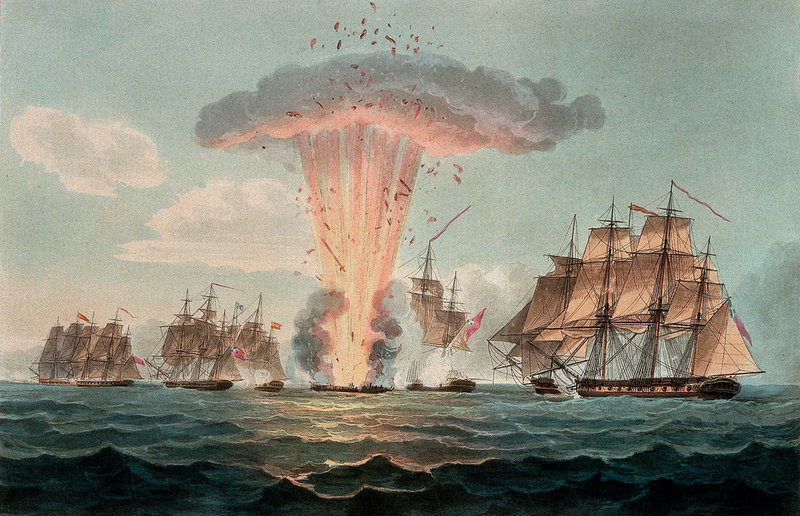
Захват и уничтожение четырех испанских фрегатов, 5 октября 1804 года. (Взрыв Mercedes)
Картина кисти Николаса Покока

Спустя девять минут после начала обстрела Mercedes один из снарядов Amphion угодил тому в пороховой погреб, и испанский фрегат взорвался. В течение минуты или двух после этого на Fama спустили флаг в знак капитуляции, но, когда Medusa прекратила обстреливать её, вновь его подняли, и попытались бежать. Medusa сразу же обстреляла корму испанского фрегата шквальным огнём, но Fama продолжал свой путь, оказавшись с подветренной стороны. Выдержав в течение 17 минут сильный огонь Indefatigable, и видя приближение нового противника — Amphion, который подходил со стороны её правого борта, Medea сдалась. Ещё через пять минут Clara сделала то же самое, и тогда Lively двинулся за Medusa, чтобы помочь ей в погоне за Fama. Примерно в 12:45 пополудни Lively, будучи очень быстроходным кораблем, догнал испанский фрегат настолько, что огонь его погонных орудий уже доставал до Fama, и в 1:15 этот единственный оставшийся испанский фрегат сдался двум британским, которые гнались за ним. Три захваченных фрегата отвели в Гибралтар, а затем в Госпорт в Британии.

## Последствия
Испания объявила войну Великобритании 14 декабря 1804 года лишь для того, чтобы менее чем через год потерпеть катастрофическое поражение в битве при Трафальгаре в октябре 1805 года. Наполеон, который короновал себя императором 2 декабря 1804 года, приобрел Испанию в качестве союзника в войне против Великобритании.
С практической точки зрения, британский перехват четырёх испанских фрегатов представлял собой конец эры Бурбонов для Испании и конец регулярных поставок золота и серебра из шахт и монетных дворов Нового Света. Эскадра, к которой принадлежал фрегат Mercedes, была последней в своем роде, которую увидит мир: испанские флотилии больше не перевозили сокровища из колоний Нового Света в Испанию.
В соответствии с условиями Закона «О Крейсерах и конвоях» 1708 года корабли, захваченные в море были «Прерогативой Короны» и становились собственностью их захватчиков, которые получали полную стоимость как самих кораблей, так и их грузов в качестве призовых выплат. Однако, так как технически Великобритания и Испания не воевали во время этого сражения, Адмиралтейский Суд постановил, что три корабля были «Прерогативой Адмиралтейства», и все доходы будут принадлежать ему. Четыре испанских корабля перевозили 4286508 испанских долларов в серебряной и золотой монете, а также 150 000 золотых слитков, 75 мешков шерсти, 1666 болванок олова, 571 медных чушек, тюленьи кожи и жир; хотя 1,2 млн долларов в серебре, половина меди и четверть олова были потеряны вместе с Mercedes. Тем не менее, остальные корабли и грузы были оценены на сумму около £ 900 000 (что эквивалентно £ 67 058 000 сегодня). После долгих юридических проволочек и споров был произведен добровольный платеж в размере £ 160 000, из которых четыре капитана получили по £ 15 000 каждый (около £ 1 118 000 на сегодняшний день).
Medea была взята на Королевский флот как HMS Iphigenia (позднее переименованный в HMS Imperieuse), Santa Clara как HMS Leocadia и Fama как HMS Fama.

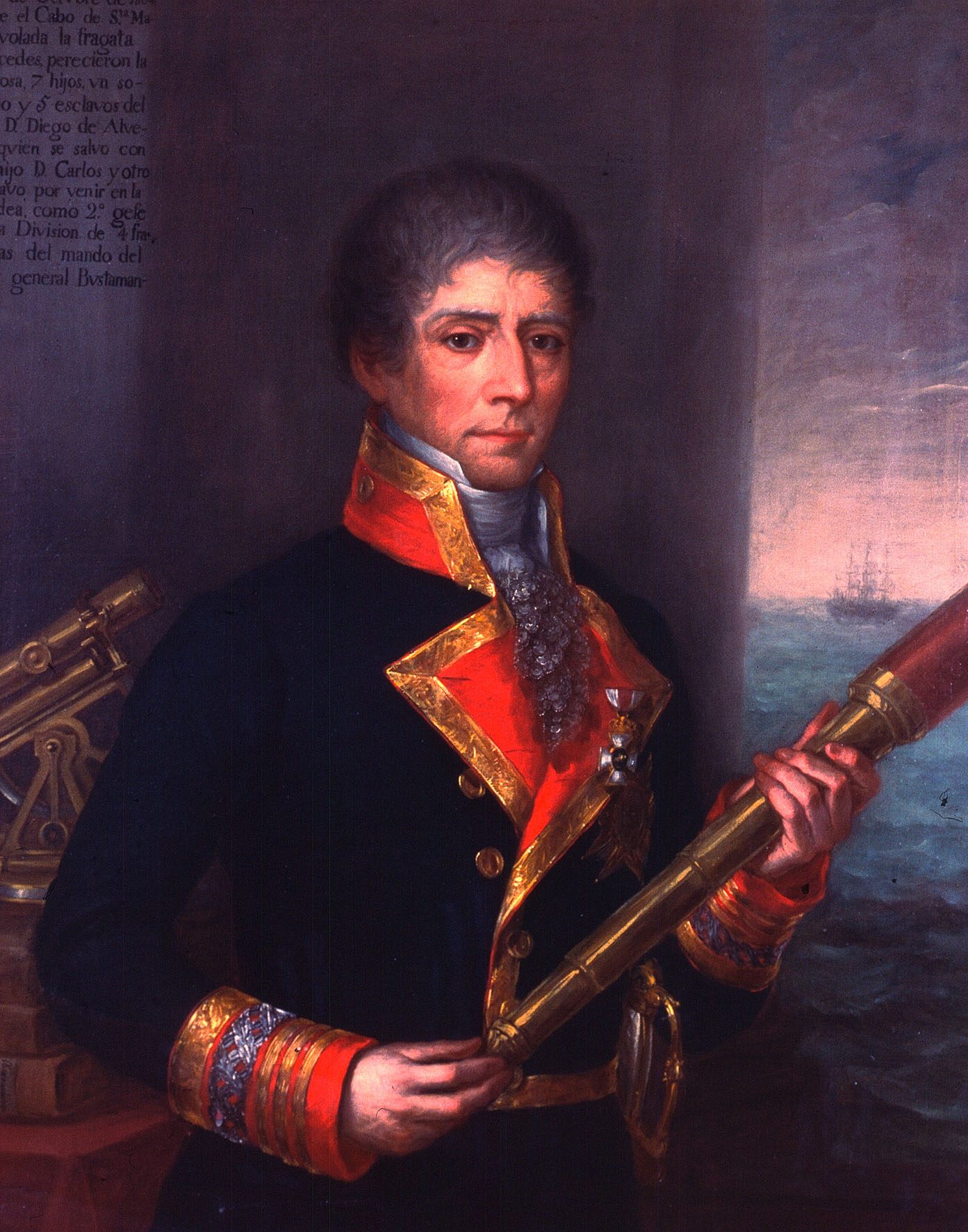
Диего де Леон

В марте 2007 года флоридская компания Odyssey Marine Exploration достала 17 тонн золота и серебра из груза Mercedes, утверждая, что оно было найдено в международных водах, и поэтому находится вне правовой юрисдикции какой-либо страны. Испанское правительство назвало американскую компанию «пиратами XXI века» и в мае 2007 подало на них в суд, утверждая, что крушение было защищено суверенным иммунитетом, который запрещает несанкционированное или коммерческое использование государственных военно-морских судов. В июне 2009 года Федеральный суд в Тампе вынес приговор против Odyssey и постановил, что сокровища должны быть возвращены в Испанию, что и было сделано 25 февраля 2012 года.

### Трагедия Диего де Леона
Генерал-майор Диего де Альвеар и Понсе де Леон возвращался в Испанию из Парагвая, где в течение 18 лет занимался составлением топографических карт и установлением четких границ между португальскими и испанскими владениями. Он возвращался домой с женой и девятью детьми, причем он сам и его старший сын Карлос находились на борту Fama, а его жена, четыре сына и четыре дочери, вместе со всем их имуществом, находились на борту Mercedes. После того как фрегат взорвался, он в один миг лишился жены и всех своих детей.

## Силы сторон
Испанский флот:
| Корабль (пушек)  | Командир                      | Экипаж       | Потери                  | Примечания                           |
| ---------------- | ----------------------------- | ------------ | ----------------------- | ------------------------------------ |
| Medea (42)       | капитан Франсиско де Пиедрола | 300 человек  | 2 убиты, 10 ранены      | Флагман Хосе де Бустаманте           |
| Fama (34)        | капитан Мигель Валладарес     | 280 человек  | 11 убиты, 50 ранены     |                                      |
| Mercedes (36)    | Капитан Хосе Мануэль у Лабарт | 280 человек  | 249 убиты               | Взорвался, удалось спасти 40 человек |
| Santa Clara (34) | Диего у Буэно                 | 300 человек  | 7 убиты, 20 ранены      |                                      |
| Итого            |                               | 1160 человек | 269 убитых и 80 раненых |                                      |

Британский флот:
| Корабль (пушек)    | Командир                       | Экипаж       | Потери               | Примечания   |
| ------------------ | ------------------------------ | ------------ | -------------------- | ------------ |
| Indefatigable (44) | коммодор Грэм Мур              | 330 человек  | 2 убиты, 4 ранены    | Флагман Мура |
| Lively (46)        | капитан сэр Грэхем Эден Хамонд | 280 человек  |                      |              |
| Amphion (40)       | капитан Самуэль Саттон         | 250 человек  | 3 ранены             |              |
| Medusa (40)        | капитан Джон Гор               | 250 человек  |                      |              |
| Итого              |                                | 1110 человек | 2 убитых и 7 раненых |              |

## В популярной литературе
Данное сражение описывается в романе Сесила Скотта Форестера "Хорнблоуэр и «Отчаянный»", в котором его герой Горацио Хорнблоуэр должен был присоединиться к британской эскадре, но вместо этого пытается перехватить французский корабль, который должен был предупредить испанцев о засаде.
В романе Патрика О’Брайана «Капитан первого ранга» Стивен Мэтьюрин обеспечивает британцев разведданными, которые позволяют осуществить перехват, а капитан Обри, находясь во временном командовании Lively, захватывает Santa Clara и Fama.